# Judex (film 1916)
Judex è un serial cinematografico del 1916 diretto da Louis Feuillade. Il film, in 12 episodi, venne girato nel 1914 ma, a causa della guerra, non venne distribuito fino alla fine del 1916.
Dopo il grande successo dei suoi due serial Fantômas (1913) e I vampiri (1915), Feuillade incontrò molte critiche a causa dei protagonisti, che erano tutti criminali.
In Judex, allora, prende a personaggio principale un giustiziere che si batte contro la criminalità; il regista continua, in ogni caso, a sfruttare il lato noir della storia, quello che aveva decretato il grande successo delle sue storie precedenti.
Musidora, smessa la calzamaglia di I vampiri, indossa i panni dell'avventuriera Diana Monti/Marie Verdier, mentre il vampiro pentito Mazamette, ovvero Marcel Lévesque, diventa qui l'investigatore Giocondo.
In Judex è possibile vedere l'origine del film noir e del film poliziesco, generi che lasciarono un'importante impronta sul cinema francese.

## Trama

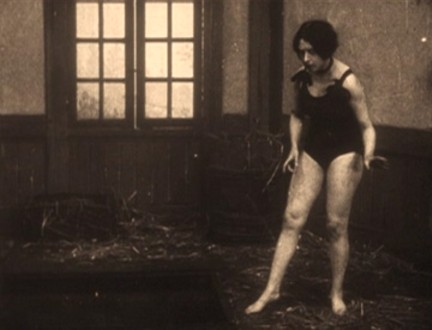
Musidora, Diana Monti

Il banchiere Favraux, per arricchirsi, sfrutta chiunque senza pietà.
Judex è un vendicatore misterioso, vestito tutto di nero: un travestimento adottato da Jacques de Trémeuse per vendicare il proprio padre, rovinato dal banchiere e dalla sua banda criminale, in cui milita anche la pericolosa e affascinante Diana Monti, che si spaccia per l'istitutrice Marie Verdier. Costei, insieme al complice e amante Morales, cerca di mettere le mani sopra la fortuna del banchiere.
La vendetta di Judex, però, si complica quando si ritrova innamorato di Giacomina, l'innocente figlia di Favraux.

### Episodi
1. L'ombra misteriosa (L'Ombre mystérieuse) (1262 m)
2. L'espiazione (L'Expiation) (660 m)
3. La muta fantastica (La Meute fantastique) (762 m)
4. Il segreto di una tomba (Le Secret de la tombe) (488 m)
5. Il mulino tragico (Le Moulin tragique) (742 m)
6. Le Môme réglisse (816 m)
7. La dama in nero (La Femme en noir) (853 m)
8. I sotterranei del Castello Rosso (Les Souterrains du château rouge) (638 m)
9. La ladra di bambini (Lorsque l'enfant parut) (600 m)
10. Il cuore di Giacomina o Le terribili avventure di Giacomina (Le Coeur de Jacqueline) (484 m)
11. L'ondina (L'Ondine) (427 m)
12. Perdono d'amore (Le Pardon d'amour) (436 m)

## Produzione

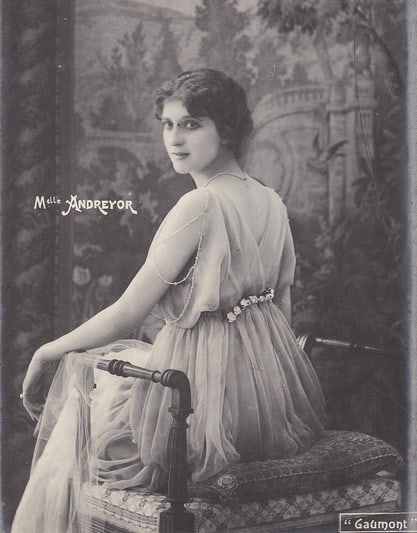
Yvette Andréyor, Jacqueline

Il film, prodotto dalla Gaumont, venne girato nel 1914 ma a causa della guerra, la lavorazione subì dei ritardi e la pellicola fu terminata solo nel 1916.

## Distribuzione
Il serial è uscito in Francia il 16 dicembre 1916 in prima per poi uscire nelle sale il 19 gennaio 1917.
Nel 1918, Feuillade firmò un sequel della storia, La Nouvelle Mission de Judex che però ebbe meno successo.

### Versione in DVD
Il 1º luglio 2004, è uscita negli USA una versione di 315 minuti in DVD, la versione del serial più completa di quelle che si conoscono: riversata da un'ottima copia in 35 mm, colorata in alcune parti, con sottotitoli in inglese e con un accompagnamento musicale di Robert Israel.
Il commento al film è affidato a Jan-Christopher Horak, uno dei più noti critici e studiosi internazionali di cinema muto.
Distribuzione: Flicker Alley.

### Data di uscita
Data uscita IMDB
- Francia: 16 dicembre 1916 (Première)
- Francia: 19 gennaio 1917
- Portogallo: 24 gennaio 1918
- Colombia: 13 dicembre 1918	(Barranquilla)
- Stati Uniti d'America: 2004 in DVD

## Altre versioni
Maurice Champreux, genero di Feuillade, ne gira nel 1934 un remake, Judex 34, con René Ferté, Marcel Vallée, Mihalesco, Jean Lefèbvre, René Navarre, Constantini e Blanche Bernis nel ruolo di Diana Monti.
Georges Franju ha girato nel 1963 un remake che rendeva omaggio al serial intitolato Judex (in Italia L'uomo in nero). La sceneggiatura era firmata, oltre che da Francis Lacassin, da Jacques Champreaux, nipote di Feuillade e figlio di Maurice Champreaux. Il film era interpretato da Channing Pollock (Judex), Michel Vitold (Favraux), Édith Scob (Jacqueline), Francine Bergé, Jacques Jouanneau, Théo Sarapo, Sylva Koscina e René Génin.